# موران (تگزاس)
موران، تگزاس (به انگلیسی: Moran, Texas) یک شهر در ایالات متحده آمریکا با جمعیت ۲۳۳ نفر است که در تگزاس واقع شده‌است.

## موقعیت جغرافیایی
موقعیت جغرافیایی شهرها و مناطق اطراف به شرح زیر است: